# Anier García
Anier Octavio García Ortiz (* 9. března 1976, Santiago de Cuba) je bývalý kubánský atlet, který se věnoval krátkým překážkovým běhům.
V roce 1994 doběhl na juniorském mistrovství světa v Lisabonu pátý. O rok později získal zlatou medaili na Panamerickém mistrovství juniorů v Santiago de Chile. Na letních olympijských hrách v Atlantě 1996 skončil ve čtvrtfinále. V roce 1997 se stal v Paříži halovým mistrem světa v běhu na 60 metrů překážek. Trať ve finále zaběhl v čase 7,48 s. Na mistrovství světa v Seville 1999 získal stříbrnou medaili, když zlato vybojoval Brit Colin Jackson.
Největší úspěch své kariéry zaznamenal na letních olympijských hrách v Sydney 2000. Nejrychlejší čas zaběhl již v semifinále (13,16 s). V samotném finále si vylepšil osobní rekord na rovných třináct sekund a stal se olympijským vítězem. Druhý Američan Terrence Trammell ztratil 16 setin.
V roce 2001 získal stříbrnou medaili na halovém MS v Lisabonu i na světovém šampionátu v kanadském Edmontonu. O dva roky později na HMS v Birminghamu vybojoval další stříbro. Ve finále byl o dvě setiny rychlejší jen Američan Allen Johnson. Na olympiádě v Athénách v roce 2004 skončil na bronzové pozici.
Mezi jeho další úspěchy patří mj. zlatá medaile z Panamerických her z roku 1999 a stříbro z her dobré vůle (2001).

## Osobní rekordy
- 60 m př. (hala) – (7,37 – 9. února 2000, Pireus)
- 110 m př. (dráha) – (13,00 – 25. září 2000, Sydney)